# 大阪市立加賀屋小学校
大阪市立加賀屋小学校（おおさかしりつ かがや しょうがっこう）は、大阪府大阪市住之江区にある公立小学校。

## 沿革
大正時代、第一次世界大戦の景気を背景に木津川筋に造船所が設置されたことに伴い、当時の東成郡敷津村北部の加賀屋地区には工場で働く労働者が移り住むなどして人口が増加した。
そのため東成郡敷津尋常小学校（現在の大阪市立敷津浦小学校）の分校として1918年に開設されたことが、学校の起源となっている。1919年には独立校となり、東成郡敷津第二尋常小学校と称した。
東成郡敷津村は1925年に大阪市住吉区に編入され、それに伴って学校名も大阪市敷津第二尋常小学校と称した。しかし大阪市には、浪速区にも敷津尋常小学校（現在の大阪市立敷津小学校）があり、旧敷津村の敷津尋常小学校・敷津第二尋常小学校が浪速区の学校と混同されることがあった。混同を避けるため、1938年に土地の旧来の地名・加賀屋新田からとった大阪市加賀屋尋常小学校へと改称した。
1941年の国民学校令により、大阪市加賀屋国民学校と改称した。
太平洋戦争の戦局悪化に伴い、大阪市の国民学校では学童疎開を実施することになった。縁故疎開に頼らない生徒は学校単位での集団疎開を実施することになり、各行政区ごとに行き先の府県が割り当てられた。当時の住吉区では大阪府泉州地域が疎開先として指定され、加賀屋国民学校では南河内郡野田村（現在の堺市東区登美丘地区）および日置荘村（現在の堺市東区日置荘地区）への集団疎開を実施した。
1945年3月13日の第一次大阪大空襲では、校舎半焼の被害を受けている。
学制改革により1947年に大阪市立加賀屋小学校へ改称した。
戦後の児童増加に伴い、1950年に分校を設置した。分校は3年後の1953年、大阪市立住吉川小学校として独立している。
住吉川小学校分離後も児童数が増加したため、さらに1958年に分校を設置した。この分校は1972年に大阪市立加賀屋東小学校として独立している。

### 年表
- 1918年6月8日 - 東成郡敷津尋常小学校（現在の大阪市立敷津浦小学校）の分校として授業開始。
- 1919年1月15日 - 東成郡敷津第二尋常小学校として分離独立。
- 1925年4月1日 - 大阪市への編入に伴い、大阪市敷津第二尋常小学校と改称。
- 1938年 - 大阪市加賀屋尋常高等小学校と改称。
- 1941年4月1日 - 国民学校令により、大阪市立加賀屋国民学校と改称。
- 1944年 - 南河内郡に集団疎開。
- 1947年4月1日 - 学制改革により、大阪市立加賀屋小学校と改称。
- 1950年6月1日 - 分校（現在の住吉川小学校）を設置。
- 1953年4月1日 - 分校が大阪市立住吉川小学校として独立開校。
- 1958年 - 分校（現在の加賀屋東小学校）を設置。
- 1972年4月1日 - 分校が大阪市立加賀屋東小学校として独立開校。

## 通学区域
- 大阪市住之江区 北加賀屋1-5丁目、緑木1丁目、柴谷1丁目。

卒業生は大阪市立加賀屋中学校に進学する。

## 交通
- Osaka Metro四つ橋線 北加賀屋駅 北西へ約200m。